# Catasetum cirrhaeoides
Catasetum cirrhaeoides là một loài thực vật có hoa trong họ Lan. Loài này được Hoehne mô tả khoa học đầu tiên năm 1915.